# 5 óra 40
Az 5 óra 40 Tóth Endre 1939-ben bemutatott bűnügyi filmje. A magyar filmtörténet első krimije.
A filmet 1939 áprilisában forgatták. A történet meglepően fordulatos és érdekfeszítő. Eszközei a legmodernebb filmes eszközök mind a jelenetek közötti zökkenőmentes átvezetés, mind a feszültségteremtő, továbbá a komikus elemek, eszközök tekintetében is.
A film nemzetközi összehasonlításban is megállja a helyét. Az eltelt évtizedek ellenére is tökéletesen élvezhető.
2006-ban DVD-n is újra megjelent a Magyar Klasszikusok sorozat 31. kiadványaként.
Valamennyi szerepben a legkiválóbb korabeli színészek játszottak és kiváló alakítást nyújtottak. Játékuk természetes. Már nyoma sincs a filmen inkább zavaró, szokatlan hatást keltő színpadi eszköztárnak, ami nem is sokkal korábban még szinte általános volt.

## Szereplők
- Marion – Tasnády Fekete Mária
- Eleonora Taccani – Makay Margit
- Henry Tessier – Kiss Ferenc
- Robert Petrovich – Uray Tivadar
- Louis Melotti – Greguss Zoltán
- Lapin, magándetektív – Hajmássy Miklós
- Pierre Maréchal, orvos – Köpeczi-Boócz Lajos
- Mrs. Morris – Peéry Piri
- Ügyvéd – Pethes Sándor
- Énekesnő – Rácz Vali
- Duval, öltöztetőnő – Vaszary Piri
- Bírósági jegyző – Baló Elemér
- Igor, inas – Bókay Ferenc
- Germaine, gépírónő – Fogarassy Mária
- Paulette – Hidvéghy Valéria
- Louise, szobalány – Kiszely Ilona
- Főügyész – Kompóthy Gyula
- Szomszédasszony – Kökény Ilona
- Zálogos – Kőváry Gyula
- Nyomozó – Szőts D. Péter
- Muchard, ékszerész – Vándory Gusztáv
- Írásszakértő – Bazsay Lajos
- Pincér – Berczy Géza
- Melotti háziasszonya – Egyed Lenke
- Szomszédasszony – Gazdy Aranka
- Rendőr – Koltay Gyula
- Bírósági szolga – Misoga László
- Banktisztviselő – Sugár Lajos
- Rendőr – Szabó Ferenc
- Robert ismerőse a Canada bárban – Márky Géza
- Rendőr – Pataky Ferenc

## Cselekmény
A helyszín Párizs, idő az 1930-as évek.
Robert, a sármos, jó humorú kalandor szép, fiatal és főleg gazdag felesége két hónapi házasság után válni akar. Az asszony magándetektívet és ügyvédet fogad, hogy rajtakapják a férjét, azonban a férj megtréfálja az asszonyt, mert rájön, hogy Marion, ügyvédjével és magándetektívjével együtt elbújt a lakásban. Amikor kettesben maradnak, azt mondja a nőnek, hogy szereti, ám a nő hajthatatlan és válni akar. 
De nem örülhet sokáig tréfája sikerének, mert a bankja telefonon figyelmezteti, hogy 50 ezer frankos váltója lejár, és ha estig nem fizeti ki, akkor a feleségéhez fordulnak, mert a csekken az ő aláírása szerepel. Robert bajban van, mert (mint később kiderül) a felesége aláírását ráhamisította a váltóra. Ha lelepleződik, nem csak a válást nem tudná tovább akadályozni, de még a börtönt se kerülhetné el, ha az asszony úgy akarja. Pedig ez mindeddig minden szélhámossága ellenére sikerült.
Felkeresi régi barátnőjét, Eleonora Taccanit, az egykor ünnepelt operaénekesnőt, hogy tőle kérje kölcsön az összeget.
A szobalány este holtan találja a dívát. Megfojtották.
Az üggyel Henry Tessier vizsgálóbírót bízzák meg, aki Marion első szerelme volt, de a lányt az apja eltiltotta az akkoriban még kezdő bírósági gyakornoktól. Henry emiatt vidékre helyeztette át magát, és csak később tért vissza Párizsba már vizsgálóbíróként. Különválása után Marion újra találkozni kezdett vele, és válása után hozzá akar menni feleségül.
A rendőrség gyanúja először az áldozat titkárára, Louis Melottira terelődik, mivel ő vett fel a bankból pont 50 ezer frankot a díva által aláírt csekkel, majd gyorsan vonatra szállt és elutazott. De tisztázódik, hogy  korábban is többször előfordult, hogy ő írta alá a csekket a művésznő helyett. Így hihető a magyarázata, miszerint aznap is az áldozat engedélyével tette, hogy Monte Carlóban kipróbálhassa tökéletesített rulettszisztémáját.
De egy véletlen folytán kiderül, hogy Robert lehet a rejtélyes telefonáló, „Bijou”, aki az áldozattól találkozót kért a nő háziorvosa szerint, nem sokkal a gyilkosság előtt. Ez kellemetlen a vizsgálóbíró számára. Marion ezt látva azt mondja neki, hogy a bajban a férje mellett a helye, ezért egyelőre nem válik.
Robert ellen egyre több terhelő adat gyűlik, például az ujjlenyomata a fojtogatásra használt derékszíjon, de akárcsak a titkárnál, vannak mentő tényezők is. Többek között, hogy nem mondott ugyan igazat, de nem sokat tett a bizonyítékok eltüntetése vagy a gyanú elterelése érdekében sem.
Egy véletlen hozza a megoldást a vizsgálóbíró számára. Megtudja, hogy az énekesnő végrendeletében szerepel egy értékes gyűrű, amit azonban valójában csak a végrendelet dátuma után vásárolt. A végrendelet tehát hamis.
Így terelődik a gyanú az áldozat egyetlen, távoli rokonára, a háziorvosra, aki úgy tűnik, nem tudta kivárni az örökségét, és attól is félt, hogy a könnyelmű nő addigra elszórja a vagyonát.
A vizsgálóbíró csapdát állít neki az áldozat lakásán rendezett helyszíni szemlén, amibe a doktor minden rossz előérzete ellenére belesétál.
Robert – bizonyára a válásuk után – repülővel távozik Párizsból. Marion és Henry kíséri ki a repülőtérre a kedves vagy talán nem is annyira kedves szélhámost.

## A forgatási helyszínek
A film jeleneteit a Hunnia Filmgyárban vették fel. A párizsi Eiffel-toronyról és a Diadalívről készült légifelvételeket és utcai jeleneteket, az Operáról és a Louvre-ról készült részleteket illesztettek a bevezető képsorokhoz. A film a budaörsi repülőtéren forgatott jelenettel fejeződik be.

## Érdekességek
- Magyarországon Georges Simenon regényei nyomán vált népszerűvé a francia, francia helyszíneken játszódó krimi. Maigret felügyelő Simenon 1931-ben kiadott regényében tűnik fel először. Magyarul elsőként a Hosszú út című regénye jelent meg 1938-ban.
- A filmet 1939 decemberében New Yorkban is bemutatták. Így írt róla a Variety kritikusa:[3] „A magyarok legjobb filmje hosszú évek óta. A színészek jók, a fényképezés átlagon felüli. Kiss Ferenc remekül alakítja a szerelmes vizsgálóbírót. A magyar filmekre jellemző módon viszont lassú a tempó, és a részletek túljátszottak.”

## Televíziós megjelenések
MTV1 / M1, Szív TV, Duna TV, Duna World, Satelit TV, Filmmúzeum